# ردس (شهر)
شهر رُدس در استان اژه جنوبی در کشور یونان واقع شده است که دارای جمعیت ۵۸٬۱۹۷  نفر می‌باشد.